# Clarissa Chun
Clarissa Kyoko Mei Ling Chun (chiń. 陳美玲; pinyin Chén Měilíng; ur. 27 sierpnia 1981 w Honolulu) – amerykańska zapaśniczka chińskiego pochodzenia. Brązowa medalistka olimpijska z Londynu 2012 (kategoria 48 kg); piąta w Pekinie 2008. Walczyła w kategorii 48 kg.
Mistrzyni świata w 2008. Srebro na igrzyskach panamerykańskich w 2011. Siedmiokrotna medalistka mistrzostw panamerykańskich, złoto w 2008-10 i 2016.
Czwarta w Pucharze Świata w 2001 i 2004; piąta w 2009 i 2012 i siódma w 2011 roku.